# Atrocolus
Atrocolus é um gênero de coleóptero da tribo Anacolini (Prioninae), que compreende apenas três espécies.

## Etimologia
"Atrocolus" é a união de duas palavras de origem latina, atro = "preto" + colus = "projeção"; alusivo ao pequeno espinho aos lados do protórax.

## Morfologia

### Cabeça
Cabeça tão larga quanto longa, deprimida entre os lobos oculares superiores. Fronte estreita e transversa. Tubérculos anteníferos pouco proeminentes e distantes entre si. Olhos finamente facetados; lobos oculares superiores distantes entre si pelo menos duas vezes a largura de um lobo; faixa de ligação entre os lobos cerca da metade da largura do lobo superior; lobos oculares inferiores desenvolvidos, ocupando quase toda região lateral da cabeça. Genas curtas, cerca de 1/3 do diâmetro do lobo ocular inferior e com ápice arredondado. Mandíbulas curtas, robustas e bidenteadas no ápice. Artículo apical dos palpos maxilares expandidos para o ápice; o dos palpos labiais com lados paralelos. Antenas filiformes, com 11 antenômeros; escapo cilíndrico, engrossado para o ápice, com cerca da metade do comprimento do III e este 1/3 mais longo que o IV; V-XI gradualmente encurtados para o ápice.

### Tórax
Protórax mais largo que longo; ângulos anteriores e posteriores arredondados; margens laterais não rebaixadas e com pequena projeção mediana. Disco pronotal plano. Processo prosternal intumescido com cerca de 1/3 da largura da procoxa. Mesosterno curto. Processo mesosternal intumescido com cerca da metade da largura da mesocoxa. Metasterno não se sobrepõe ao mesosterno. Metepisternos alongados, gradualmente estreitados para trás. Escutelo trapezoidal. Úmeros arredondados. Élitros pouco convexos recobrindo todo abdome; cerca de quatro vezes mais longos que o protórax; cada élitro com oito carenas longitudinais bem demarcadas, que se anastomosam próximo ao ápice; extremidades arredondadas. Asas membranosas desenvolvidas. Pernas subiguais em comprimento. Fêmures lineares e deprimidos. Tíbias delgadas e ligeiramente expandidas para o ápice. Tarsômeros I cerca de 1/3 mais longos que o II.

### Abdome
Esternitos I-IV subiguais em comprimento; V ligeiramente mais curto que o IV.

## Sistemática
- Ordem Coleoptera
  - Subordem Polyphaga
    - Infraordem Cucujiformia
      - Superfamília Chrysomeloidea
        - Família Cerambycidae
          - Subfamília Prioninae
            - Tribo Anacolini
              - Gênero Atrocolus
                - Atrocolus guarani (Monné & Monné, 2011)
                - Atrocolus mariahelenae (Monné & Monné, 2008)
                - Atrocolus mariahelene (Monné & Monné, 2008)